# Rh血型系统
Rh血型系统（Rhesus），意为恒河猴血型系统，重要性僅次於ABO血型系統，主要指人类红细胞表面有无RhD抗原：
Rh+，称作“Rh阳性”，表示人类红细胞有“RhD抗原”；　　
Rh−，称作“Rh阴性”，表示人类红细胞没有“RhD抗原”。
Rh 的名称，来源于在基本测试中使用普通獼猴（rhesus monkey）的血液，来确定人类血液中是否存在Rh抗原。Rh血型系统是由卡尔·兰德施泰纳和亚历山大·所罗门·维纳在1940年发现的。
Rh血型系统一般沒有天然抗体，故第一次输血时可能不会产生不良反应。但Rh阴性的受血者接受Rh阳性血液后，可产生免疫性抗Rh抗体，如再次输受Rh阳性血液时，抗体便会攻击外部的Rh阳性血液，即可发生溶血性输血反应，导致摧毁红细胞，并造成疾病或死亡。
Rh阴性血型由于在汉族群体中属于稀有血型，所以也被称为“熊猫血”。在社会群体中，经常有相应的联络组织，用于在出现用血稀缺时成员相互捐助。

## 人口数据
Rh血型的频率和RhD-基因纯合子的频率在不同人群中是不同的。
| 人种             | RhD-純合個體 | RhD+基因頻率 | RhD-基因頻率 |
| ---------------- | ------------ | ------------ | ------------ |
| 巴斯克人         | 21–36%       | ~ 40%        | ∼ 60%        |
| 其他欧洲人       | ~ 16%        | ~ 60%        | ~ 40%        |
| 非裔美国人       | 5-10%        | 70-80%       | 20-30%       |
| 印第安人         | ∼ 1%         | ~ 90%        | ∼ 10%        |
| 具有非洲血统的人 | < 1%         | ~ 97%        | ~ 3%         |
| 亚洲人           | < 1%         | 90-95%       | 5-10%        |